# Parcoblatta zebra
Parcoblatta zebra es una especie de cucaracha del género Parcoblatta, familia Ectobiidae, orden Blattodea.

## Distribución
Se distribuye por América del Norte: Estados Unidos, en los estados de Indiana, Illinois, Tennessee, Misisipi, Luisiana y Texas.

## Taxonomía
Fue descrita por Hebard en 1917 y publicada en Hebard. 1917. The Blattidae of North America north of the Mexican boundary. Mem. Amer. Ent. Soc. 2:1-284 10pls.